# Inmaculada Prieto Martínez
Inmaculada Prieto Martínez (Jaén, Andalucía, 19 de abril de 1993) es una árbitra de fútbol español de la Primera División Femenina de España. Pertenece al Comité de Árbitros de Andalucía.

## Trayectoria
Ascendió a la máxima categoría del fútbol femenino español el año 2017, cuando ésta fue creada para que la Primera División Femenina de España fuera dirigida únicamente por árbitras.
Debutó el 10 de diciembre de 2017 en un partido que enfrentó al Madrid CFF y al Zaragoza CFF (3–2).

## La presión de los horarios en los partidos televisados
Inmaculada Prieto Martínez fue noticia por su actuación en el partido disputado el 17 de marzo de 2018 entre el Fundación Albacete y el Rayo, en el que las jugadoras del Rayo provocaron retrasos en el comienzo del partido que obligaron a la colegiada a reducir el momento de silencio en memoria de una niña fallecida.
En su primera temporada arbitrando partidos de primera división televisados, tuvo que lidiar con la absoluta falta de respeto e impuntualidad del equipo visitante que, unido a las exigencias impuestas por las licencias televisivas, provocó airadas protestas tras su actuación que posteriormente fueron aclaradas por la propia responsable del fútbol femenino en España.
Antes del partido, la falta de puntualidad de las jugadoras del Rayo, que tuvieron que ser requeridas varias veces para salir del vestuario ante la premura para celebrar el minuto de silencio, provocó la reducción del homenaje a la niña fallecida, como ambos equipos acordaron al inicio del partido. De este modo, Inmaculada Prieto Martínez dio por finalizado el silencio a los 15 segundos con un sonoro pitido y, ante la insistente negativa de las jugadoras para comenzar, se dirigió hacia la delegada del Rayo, advirtiéndole de la inclusión en el acta de las reiteradas irregularidades.
El resultado del partido (3-1) provocó una reprobable reacción del Rayo, que provocaron la polémica en medios generalistas.
De hecho, la prensa jugó con el sensacionalismo, recogiendo la exageración como "la incredulidad de las jugadoras y del público presente en el encuentro", y una vez la prensa sacó a la luz el episodio, desató una ola de indignación injustificada en la opinión pública. La actuación de Inmaculada Prieto Martínez fue calificada de "feísima", "irrespetuosa" e "incomprensible", entre otras cosas, en un ejemplo de la presión de la televisión en deportes profesionales y de la escasa credibilidad de medios generalistas.

## Temporadas
| Categoría        | País   | Año   |
| ---------------- | ------ | ----- |
| Primera División | España | 2017- |